# Bocianowo (Bydgoszcz)

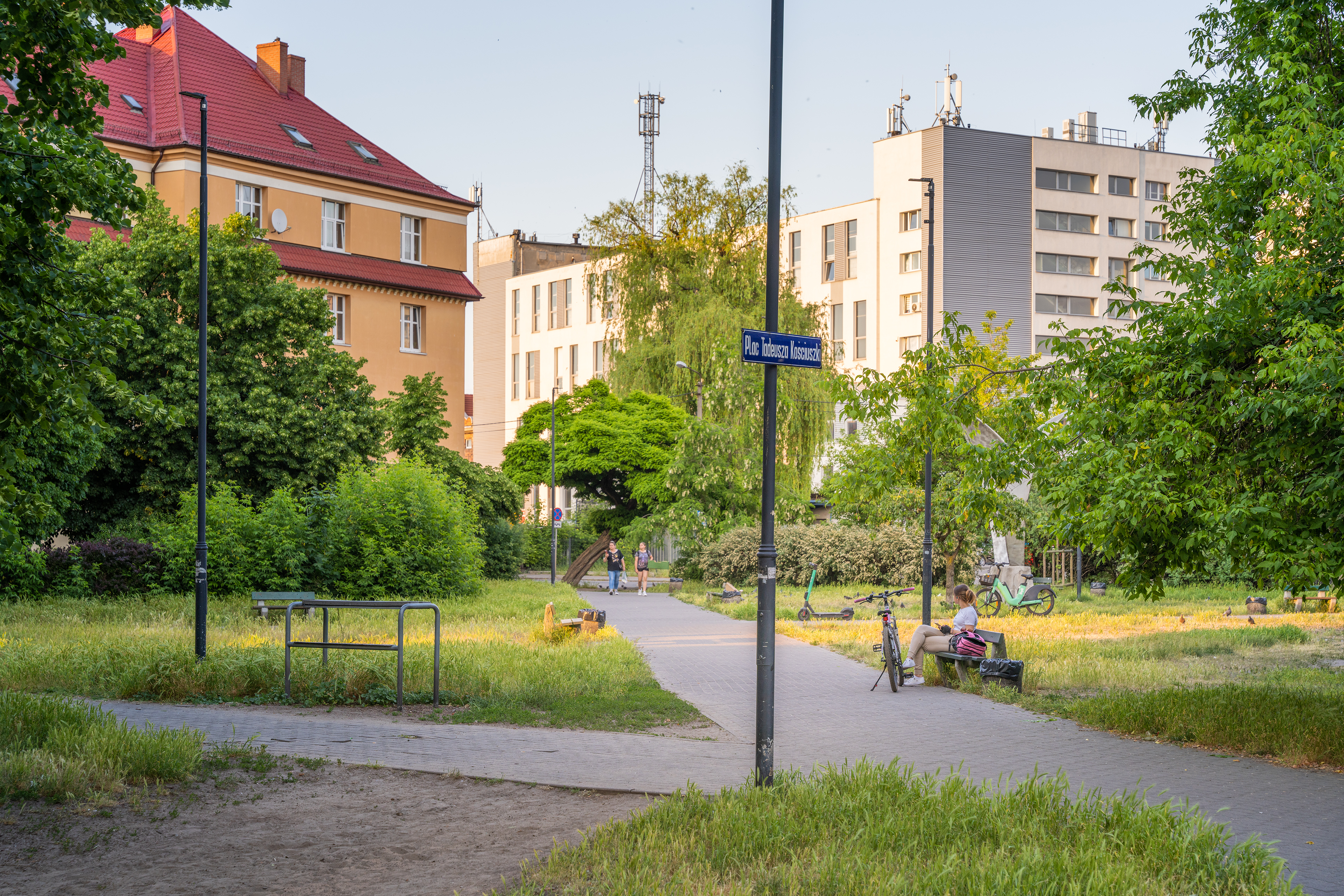
Plac Tadeusza Kościuszki

Bocianowo (niem. Brenkenhof) – osiedle w Bydgoszczy położone na Dolnym Tarasie. Sąsiaduje z osiedlami: Jachcice, Rynkowo, Zawisza, Leśnym, Bielawy oraz Śródmieściem.

## Historia
Do początku XIX w. na terenach obecnego osiedla znajdował się folwark Bocianowo. W 1851 roku w związku z uruchomieniem przez Towarzystwo Królewskich Kolei Wschodnich linii kolejowej Bydgoszcz-Krzyż do granic Bydgoszczy został włączony obszar między ulicami: Dworcową, Zygmunta Augusta, Artyleryjską i Pomorską, a w następnym roku powstał plan jego zabudowy urbanistycznej. Pozostałą część folwarku w okolicach ul. Artyleryjskiej stanowiła kolonia Małe Bocianowo. Na terenach osiedla znajdowały się wówczas cmentarz gminny na placu Zbawiciela przy ul. Warszawskiej, gdzie w końcu XIX wieku wybudowano luterański kościół Zbawiciela (obecnie przy południowo-zachodniej granicy osiedla) oraz na placu Kościuszki. W 1867 roku kolej nabyła tereny niezbędne do budowy linii kolejowej do Torunia (obecnie nieistniejącej); wytyczono też obecne ulice: Sienkiewicza, Rycerską, Racławicką i Bocianowo, gdzie zamieszkali głównie pracownicy kolei. Natomiast przy ul. Pomorskiej znajdowały się należące do cywilnego właściciela ziemskiego koszary; inny obiekt tego typu powstał w wieloboku ulic Warszawska - Zygmunta Augusta - Sowińskiego - Sobieskiego w latach 1874–1876 ze środków z kontrybucji spłacanej przez Francję (od 2020 w renowacji). Na początku XX w. powstały fabryki: Fabryka Chleba Szwedzkiego (późniejsza „Jutrzenka”) oraz Fabryka Obuwia Weynerowskiego (późniejsza „Kobra”). W 1959 roku wybudowano Zakłady Urządzeń Okrętowych „Famor”.
W II dekadzie XXI w. firma Moderator scaliła grunty o powierzchni 5 ha z opuszczonymi obiektami przemysłowymi oraz m.in. byłą siedzibą urzędu celnego. Obszar ten, znajdujący się w rejonie ul. Rycerskiej, Pomorskiej oraz Świeckiej, został przeznaczony na realizację osiedla mieszkaniowego, którego pierwsza część nosić będzie nazwę Industria. W celu realizacji tej inwestycji, latem 2020 przeprowadzono rozbiórkę dawnych magazynów kolejowych między ulicami Rycerską a Świecką i Pomorską. Sam budynek dworca towarowego z 1912 roku (Rycerska nr 22) został pozostawiony jako brama na teren nowego Bocianowa i zarazem świadek przemysłowej historii tego miejsca, natomiast likwidacji uległy przylegające do torów skrzydła magazynów z rampami. Mimo przedstawionych planów, budynek dworca towarowego w dalszym ciągu niszczał, a 24 sierpnia 2023 podłożony w nim ogień strawił znaczną część dachu.
Równolegle, w latach 2022-2024 przy ul. Zygmunta Augusta 30–38 Bydgoskie Towarzystwo Budownictwa Społecznego rozpoczęło realizację budynku wielorodzinnego. 
25 listopada 2020 Rada Miejska uchwaliła nowy plan miejscowy dla 35 ha położonych w północnej części dzielnicy między ul. Rycerską, Bocianowo i Chocimską, przewidujący m.in. budowę ulicy Nowoświeckiej (przedłużenia ul. Chocimskiej od Pomorskiej do Rycerskiej) z linią tramwajową od ul. Gdańskiej do Dworca Głównego.
W XXI wieku przeprowadzono szereg remontów zabytkowych budynków mieszkalnych z przełomu XIX i XX wieku (m.in. przy ul. Bocianowo 33 z symetryczną elewacją frontową, dwoma wejściami umieszczonymi w niewielkich ryzalitach i boniowanym parterem lub przy ul. Bocianowo 32 z ok. 1907 - trzypiętrowy, z półkolistym wykuszem w narożniku, zwieńczonym wieżyczką z hełmem i iglicą). W 2022 zakończono remonty budynków przy ul. Chocimskiej 5 (z secesyjnymi zdobieniami), 10 (z portalem zdobionym płaskorzeźbami orłów i lwa), 26 (dwukondygnacyjna z centralną bramą ozdobioną naczółkiem i płaskorzeźbą z kobiecą głową) oraz u zbiegu ul. Pomorskiej i Hetmańskiej (z l. 1892-1893, proj. Karl Bergner).
W wielu miejscach zachowały się ponad stuletnie napisy w języku niemieckim (np. na kamienicy przy ul. Chrobrego 21), które poddawane są renowacji.
W 2022 u zbiegu ulic Pomorskiej i Chocimskiej zrealizowano miejski sad.

## Ważniejsze obiekty
- oświatowe
  - Politechnika Bydgoska im. Jana i Jędrzeja Śniadeckich – przy ul. Mazowieckiej (Zakłady: Histologii Zwierząt i Hodowli Koni i Zwierząt Futerkowych, Katedry: Biologii Małych Przeżuwaczy i Biochemii Środowiska, Biotechnologii Zwierząt, Fizjologii Zwierząt, Genetyki i Podstaw Hodowli Zwierząt, Higieny Zwierząt i Mikrobiologii Środowiska, Hodowli Bydła, Hodowli Drobiu, Hodowli Trzody Chlewnej, Żywienia Zwierząt i Gospodarki Paszowej[23])
  - Collegium Medicum Uniwersytetu Mikołaja Kopernika – przy ul. Świętojańskiej (Katedry i Zakłady: Antropologii, Balneologii i Medycyny Fizykalnej, Fizjologii Wysiłku Fizycznego, Muzykoterapii, Neurofizjologii Klinicznej, Podstaw Kultury Fizycznej, Terapii Manualnej oraz Zakład Podstaw Prawa Medycznego[24])
  - Gimnazjum nr 24 im. Jerzego Sulimy-Kamińskiego - przy ul. Kościuszki
  - Szkoła Podstawowa nr 2 - przy ul. Hetmańskiej, zbudowana w 1958[25]
  - Szkoła Podstawowa nr 37 - przy ul. Gdańskiej
- tereny zielone
  - Plac Kościuszki
- zabytkowe 
  - Kamienica Carla Bradtke – przy ul. Gdańskiej
  - Kamienica Carla Peschela – przy ul. Gdańskiej
  - Kamienice Hugona Hechta – przy ul. Gdańskiej
  - Willa Carla Grosse – przy ul. Gdańskiej
  - Willa Fritza Heroldta – przy ul. Gdańskiej
  - Willa Hugona Hechta – przy ul. Gdańskiej
  - kamienica przy ul. Mazowieckiej 19 z ok. 1900, z bogato zdobioną elewacją (gzymsy oddzielające piętra oddzielają gzymsy, okna z naczółkami, w narożniku balkony)[26].
- produkcyjne
  - Famor – przy ul.Kaszubskiej
- urzędy
  - Miejski Ośrodek Pomocy Społecznej – przy ul. Ogrodowej
- inne
  - kamienica ul. Mazowiecka 5 – z lustrzaną instalacją artystyczną z 2012 w bramie (autor: Joanna Rajkowska); ważąca 700 kg instalacja w 2021 została poddana rewitalizacji[27].

W północno-zachodniej części osiedla znajduje się pętla autobusowo-tramwajowa „Rycerska”. Wzdłuż zachodniej granicy osiedla biegną linie kolejowe 18 i 131.